# چهارخانه، قبله
چهارخانه (به لاتین: Çarxana) یک منطقه مسکونی در جمهوری آذربایجان است که در شهرستان قبله واقع شده است. چهارخانه ۷۵۴ نفر جمعیت دارد.